# Marko Natlačen
Marko Natlačen, slovenski pravnik, politik, * 24. april 1886, Manče pri Vipavi, † 13. oktober 1942, Ljubljana.
Bil je ban Dravske banovine in vrhovni vodja kolaboracionistične MVAC.

## Mladost
Brat Marka Natlačena je bil Peter Natlačen († 1935), župnik v Šentrupertu na Dolenjskem. Kot visokošolec je 1908-10 vodil Slovensko dijaško zvezo in sodeloval pri glasilu slovenskega katoliškega dijaštva Zora. Leta 1912 je na Dunaju diplomiral iz prava. Sprva je služboval kot pravni praktikant na dunajskem deželnem sodišču.

## Predvojna Jugoslavija
Leta 1919 je postal odvetnik v Ljubljani. Po končanem študiju prava je v Ljubljani sodeloval pri Slovenski krščansko-socialni zvezi, Slovenski Straži in Orlu (njegov predsednik v letih 1925–27). Od novembra 1926 do januarja 1929 je bil poslevodeči podnačelnik SLS. Leta 1927 je bil izvoljen v skupščino Ljubljanske oblasti; bil je njen skupščinski predsednik in predsednik oblastnega odbora do razpustitve januarja 1929, nato pa je vodil oblastno samoupravo kot komisar do novembra 1929, ko je bila ukinjena. V letih 1931–33 je bil predsednik Slovenskega katoliškega akademskega starešinstva. Od januarja 1933 do oktobra 1934 je bil konfiniran v Bosni (Bileća, Gacko, Sarajevo). 14. avgusta 1935 je bil eden od prvakov nekdanje SLS, ki so podpisali prijavo za pristop k novi politični stranki Jugoslovanski radikalni zajednici. 10. septembra 1935 je bil navzoč na prvem sestanku izvršnega odbora JRZ v Beogradu; tega dne so ga tudi imenovali za novega bana Dravske banovine. V tem času je Natlačen zaradi številnih prizadevanj za izboljšanje gospodarske situacije, položaja kmetov in kulturne prenove, postal eden od najbolj priljubljenih slovenskih politikov. Spadal je v najožji krog Koroščevih političnih sodelavcev.
Ob nemškem napadu na Poljsko in vdoru sovjetskih čet v baltske države, na Finsko,  Besarabijo in Bukovino, širjenju nacizma in komunizma po Evropi, se je Natlačen na zasedanju banskega sveta dne 12. februarja 1940 osredotočil na problem komunizma v pokrajini.

## Druga svetovna vojna

### Dejavnost ob okupaciji
Ker se je Miha Krek ob napadu na Kraljevino Jugoslavijo kot član emigrantske vlade umaknil v London, je v Ljubljani vodstvo katoliške stranke doma prevzel zadnji ban Dravske banovine Natlačen.
Že 19.09.1938 je v Planini pri Rakeku prisrčno z dekleti v slovenskih narodnih nošah in cvetjem  sprejel italijanskega fašističnega  voditelja Benita Mussolinija  in njegovo fašistično spremstvo, ki je na drugi meje že 17 let izvajalo etnocid in genocid nad primorskimi Slovenci, ob italijanski okupaciji Ljubljane pa je z drugimi politiki poslal Mussoliniju in italijanskemu kralju posebno zahvalno pismo.
V Ljubljani je na njegovo pobudo in pobudo Slovenske ljudske stranke nastal Narodni svet za Slovenijo, katerega cilj je bil s čim manj žrtvami oblikovati slovensko avtonomno ozemlje pod nadzorom enega samega okupatorja. Ta je 10. aprila, še pred kapitulacijo Kraljevine Jugoslavije razglasil, da prevzema oblast v Sloveniji. V njem so sodelovali predstavniki SLS, Jugoslovanske nacionalne stranke, Narodnoradikalne stranke, Socialistične stranke Jugoslavije in Samostojne demokratske stranke, skratka predstavniki vseh slovenskih strank, razen komunistov, ki jih z utemeljitvijo, da niso legalna stranka, niso vključili v delo odbora. Odklonili so tudi predlog, da bi Narodni svet postal Obrambni svet.

Narodni svet je od ljudi zahteval red in mir, izročitev orožja, od jugoslovanskih enot pa, naj se mu podredijo in kot slovenska vojska zaprosijo za premirje. Seveda v tako zahtevo po kapitulaciji vojaško poveljstvo ni privolilo. Predsednik Narodnega sveta Marko Natlačen je po pozdravu italijanskih vojaških oblasti v Ljubljani odšel v Celje, kjer je Nemcem predlagal, da naj bi zasedli vso Slovenijo, ta pa bi nato, podobno kot Hrvaška NDH, dobila status posebne satelitske države.
Ker Nemci v tak predlog zaradi Hitlerjevega načrta o razdelitvi Jugoslavije niso privolili, je Natlačen skušal dobiti dovoljenje za izvrševanje oblasti z zagotovitvijo lojalnosti Emiliju Grazioliju ter s spomenico, ki jo je poslal Mussoliniju. Čeprav je Mussolini načeloma privolil v sodelovanje s predstavniki nekdanje oblasti na zasedenih območjih, se je 17. aprila Narodni svet sestal zadnjikrat, saj so Italijani že 20. aprila civilno oblast banske uprave prenesli na svoj Komisariat za zasedeno slovensko ozemlje. Tako je Narodni svet prenehal delovati.
4. maja 1941, ob priključitvi Ljubljanske pokrajine k fašistični Italiji, Natlačen in skupina uglednih Slovencev je poslala pismo hvaležnosti Mussoliniju. Fašistične oblasti so organizirale konzulto, okupacijski sosvet, in vanj izbrale 14 slovenskih članov, med njimi Natlačena, in Natlačen in ostali člani konzulte so se 8. junija v Rimu sestali z Mussolinijem. Nato je Natlačen Mussoliniju napisal še eno pismo hvaležnosti, v katerem mu je obljubil zvestobo slovenskega naroda. Kmalu zatem zaradi nasprotovanja italijanskim oblastem, njenim nezakonitim ravnanjem s prebivalstvom Ljubljanske pokrajine, izstopil iz njega.  

### Daljna vloga in atentat
Natlačen je še naprej sodeloval v ilegalnih dejavnostih svoje stranke. Konec leta 1941 je sooblikoval tajni program obeh najpomembnejših meščanskih strank, londonske točke, v katerih so za cilj postavili obnovitev Kraljevine Jugoslavije, in pozneje razglasili četniško vojsko Draže Mihailovića kot edino legitimno, vse ostale pa opredelili kot izdajalske. 
Spomladi 1942 je imel Natlačen pomembno vlogo pri ustanovitvi Slovenske zaveze in tudi pri nastanku oboroženih, kolaborantskih vaških straž oz. Prostovoljne protikomunistične milice (MVAC). Že maja 1942 je v tem smislu predložil fašističnim oblastem posebno spomenico. Bil je vodja SLS'a v Sloveniji, ko se je Slovenska legija, oborožena veja SLS, pridružila MVAC ter so se tako začeli uradno boriti na strani fašističnih okupatorjev.
Natlačen je po množičnem izgonu zavednih Slovencev v Srbijo dal pobudo za skrivno navezavo stikov z izgnanimi katoliškimi politiki v Beogradu preko Rdečega križa. Po tej poti so potem iz Ljubljane pošiljali v Beograd tudi določena finančna sredstva, s katerimi so poskušali oskrbovati izgnane Slovence v Srbiji.
Dne 13. oktobra 1942 je Varnostno-obveščevalna služba OF po nalogu Komunistične partije Slovenije na Natlačenovem domu nanj izvedla atentat. Atentator je bil v duhovnika preoblečen Franc Stadler - Pepe. Morilec se je izdajal za kaplana iz Trebnjega, ki ima pomembno pismo za Natlačena, zato ga je njegova žena pospremila do salona, kamor je po jutranjem britju prišel tudi nekdanji ban. Starejši sin, dvajsetletni Marko, ki je bil takrat v hiši, se je spomnil dveh strelov. Nekdanji ban je zaradi strela v oko umrl takoj.
Natlačen je bil pokopan na pokopališču pri sv. Križu, na današnjih Žalah v Ljubljani. Po vojni je komunistična oblast njegov grob uničila in posmrtne ostanke so prenesli na neznano mesto. Jeseni leta 2007 so želeli podporniki v Natlačenovem rojstnem kraju postaviti Natlačenov doprsni kip, delo Draga Tršarja, vendar so si zaradi negativnega odziva in pritiskov dela javnosti premislili. Brez uradnega pristanka so Natlačnu uredili manjši spomenik na kenotafu ob Plečnikovih Žalah.

## Spornosti
Leta 2007 je Ivan Princes, častni občan in takratni župan občine Vipave, kjer leži Natlačnova rojstna vas Manče, poskusil Natlačnu postaviti doprsni kip, vendar je načrt opustil, ker so lokalni občani zaradi Natlačnove kolaboracionistične vloge med drugo svetovno vojno spomeniku »soglasno nasprotovali«. Župan Princes je načrtovano slovesnost odpovedal, potem ko so svojo udeležbo pri odkritju spomenika odpovedali tako poslanka SDS Eva Irgl kot predsednik NSi ter finančni minister Andrej Bajuk.